# Claudio de la Sablonara
Claudio de la Sablonara est un musicien espagnol de la seconde moitié du XVIe siècle.

## Biographie
Il est connu que durant plus de 23 ans, à partir de 1599, Claudio de la Sablonara est copiste de la Chapelle royale. Il compile un chansonnier qui porte son nom, le Cancionero de la Sablonara, qu'il va dédier à Wolfgang-Guillaume de Neubourg, durant son séjour à la cour de Philippe IV à Madrid entre 1624 et 1625. 
Ce sont les quelques collections musicales qui restent conservées de la musique de cour espagnole du début du XVIIe siècle. Du fait de leur conservation à la Bibliothèque d'État de Bavière à Munich, elles ont pu échapper à la destruction lors de l'incendie de l'Alcázar royal de Madrid en 1734.
Le Cancionero de la Sablonara est un recueil de 75 pièces musicales, de canciones, de romances, villancicos, complaintes, folías et séguédilles castillanes, à deux, trois et quatre voix, des compositeurs Miguel de Arizo, Juan Blas de Castro, Capitan, Gabriel Díaz Bessón, Diego Gómez, Manuel Machado, Juan Palomares, Joan Pau Pujol, Álvaro de los Ríos et Juan de Torres.